# William Gore Willson
Pour les articles homonymes, voir William Willson et Willson.
William Gore Willson (4 novembre 1882-24 janvier 1953) est un homme politique canadien de l'Ontario. Il est député provincial conservateur de Niagara Falls de 1923 à 1934,,.
Willson meurt d'une crise cardiaque à Fort Érié en janvier 1953 à l'âge de 70 ans.